# Fabrice Sawegnon
Fabrice Sawegnon, né le 18 janvier 1972, est un homme d'affaires ivoirien, promoteur du groupe Life TV et directeur général du groupe publicitaire Voodoo.

## Biographie

### Jeunesse
Fabrice Sawegnon est le fils d'une mère secrétaire et d'un père architecte. Il grandit dans une famille recomposée de 17 enfants au quartier « Chiens Méchants », dans la commune du Plateau lorsque sa mère se remarie à un cheminot, employé de la RAN, originaire de Saïoua.
Il perd son père alors qu'il est âgé de 3 mois. Il grandit à Abidjan dans Le Plateau avec sa mère et son beau-père, cheminot. Il est titulaire d'un diplôme en gestion et commerce de l'Institut national supérieur de l'enseignement technique de Yamoussoukro en 1994.

### Carrière
Il commence sa carrière chez Metal Ivoire et Jal Afrique en tant que chef de produit. Il rejoint ensuite Panafcom Young & Rubicam en 1995, puis McCann-Erickson en tant que directeur de clientèle, notamment chargé des marques Coca-Cola et de Sprite pour 21 pays d'Afrique.
En 1999, il fonde une agence de communication, Voodoo Communication, basée à Abidjan, connue pour avoir géré plusieurs campagnes électorales en Afrique de l'Ouest. Les activités de son entreprise s'étendent de la publicité à l’événementiel en passant par l'édition.
Il crée en 2003 une régie publicitaire, Espace image régie, aujourd'hui Voodoo Média, éditrice de l'édition africaine du magazine Life.
En 2009, il crée la Société des Divertissements d’Abidjan qui gère des lieux de divertissement, l'organisation d'événement grand public et professionnels. Il organise notamment le sommet UA-UE en 2017.
En 2013, il lance l'offre mobile Ma Life en partenariat avec l'opérateur Orange en Côte d'Ivoire, dont la star américaine Kim Kardashian était l'égérie du lancement.
En 2015, il est cité parmi les 50 personnalités qui font la Côte d'Ivoire par Jeune Afrique.
En 2016, il crée la Fondation Voodoo pour aider les jeunes talents de la culture et du sport.
À la suite d'un accord signé en 2017 avec le Groupe M6, il lance une chaîne de télévision, Life TV, en 2019.
En janvier 2019, il rachète au Groupe Lagardère, la totalité des parts de Vibe Radio Côte d'Ivoire et Vibe Radio Sénégal.
En dehors de la communication et des médias, Fabrice Sawegnon investit également dans l'immobilier, l'hôtellerie et la sécurité privée.

### Campagnes politiques
Fabrice Sawegnon se lance dans le marketing politique au début des années 2000. Il dirige la communication d'une dizaine de campagnes présidentielles en Afrique de l'ouest. En 2001, il participe ainsi à la réélection de Mathieu Kérékou au Bénin. Il travaille avec Gnassingbé Eyadema au Togo en 2003, Omar Bongo et Ali Bongo au Gabon respectivement en 2005 et 2009, le président Alassane Ouattara de la Côte d'Ivoire en 2010 et 2015,, Ibrahim Boubacar Keïta au Mali en 2013 et 2018.
Au Bénin, il dirige les candidatures à l'élection présidentielle d'Adrien Houngbédji et de Lionel Zinsou.

## Carrière politique
En 2018, il échoue à se faire élire maire du Plateau, à Abidjan, lors des élections municipales.
En 2023, il tente une seconde fois de se faire élire maire du Plateau mais il échoue, une nouvelle fois, à se faire élire.

## Vie personnelle
Il est marié à Laurence Kouakou depuis 2001 et père de quatre enfants.